# Qendër Librazhd
Qendër Librazhd là một xã trong quận Librazhd thuộc hạt Elbasan, Albania. Dân số năm 2005 là 11578 người.